# Guanabacoa
Guanabacoa är en del av en befolkad plats i Kuba.   Den ligger i provinsen Havanna, i den västra delen av landet, 9 km öster om huvudstaden Havanna. Guanabacoa ligger 34 meter över havet och antalet invånare är 112 964.
Terrängen runt Guanabacoa är platt. Runt Guanabacoa är det mycket tätbefolkat, med 1 266 invånare per kvadratkilometer. Närmaste större samhälle är Havanna, 8,5 km väster om Guanabacoa. Omgivningarna runt Guanabacoa är en mosaik av jordbruksmark och naturlig växtlighet.